# Love Hurts (canção de Incubus)
"Love Hurts" é uma canção escrita por Brandon Boyd, Mike Einziger, Ben Kenney, Chris Kilmore e  Jose Pasillas, gravada pela banda Incubus.
É o quarto single do sexto álbum de estúdio Light Grenades de 2006.

## Desempenho nas paradas musicais
| Ano  | Parada musical                              | Posição |
| ---- | ------------------------------------------- | ------- |
| 2008 | Estados Unidos - Hot Mainstream Rock Tracks | 40      |
| 2009 | Estados Unidos - Alternative Songs          | 1       |